# 拉布克里
拉布克里（法語：Labouquerie，法語發音：[labukʁi]）是法国多尔多涅省的一个旧市镇，位于该省南部，属于贝尔热拉克区。2016年1月1日，拉布克里和相邻的另外3个市镇合并为新市镇佩里戈尔地区博蒙图瓦（Beaumontois en Périgord）。

## 地理
拉布克里（44°44'33"N, 0°47'44"E）面积10.76 平方千米，位于法国新阿基坦大区多爾多涅省，该省份为法国西南部内陆省份，是法國本土面积第三大的省，大致对应佩里戈尔地区，北起顺时针与夏朗德省、上维埃纳省、科雷兹省、洛特省、洛特-加龙省、吉倫特省和滨海夏朗德省接壤。
与拉布克里接壤的市镇（或旧市镇、城区）包括：博蒙迪佩里戈尔、圣阿维塞尼约尔、圣克鲁瓦、朗皮约、诺雅勒和克洛特。

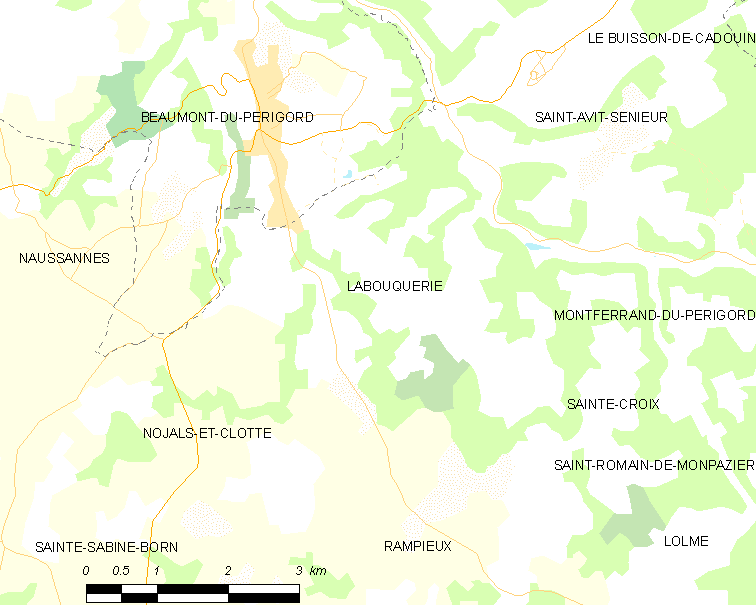
拉布克里的OSM定位图

拉布克里的时区为UTC+01:00、UTC+02:00（夏令时）。

## 行政
拉布克里的邮政编码为24440，INSEE市镇编码为24219。

## 政治
拉布克里所属的省级选区为拉兰德县。

## 人口

1962-2008年间拉布克里人口变化图示

拉布克里于2018年1月1日时的人口数量为206人。